# Carsta Genäuß
Carsta Genäuß (Dresden, Saxónia, 30 de novembro de 1959) é uma ex-velocista alemã na modalidade de canoagem.

## Carreira
Foi vencedora da medalha de Ouro em K-2 500 m em Moscovo 1980